# Fóris Lajos
Fóris Lajos (Margitta, 1886. – Bogotá, ?) magyar közgazdász, közgazdasági szakíró.

## Életútja
Marosvásárhelyen szerzett ügyvédi diplomát, s az első világháború után az Ellenzék közgazdasági rovatát szerkesztette. 1927-ben Kolozsvárt két szakmunkája jelent meg: Gyakorlati gazdasági bank- és deviza lexikon, ennek alapján Rövid deviza és banklexikon, s 1928-ban a kolozsvári Kereskedelmi Akadémia szolgálatában szerkesztett Industria și bogățiile naturale din Ardeal și Banat. K. A. Witfogel német fordítása után átdolgozta és kiadta magyarul az angol J. F. Horrabin Mire tanít a gazdasági földrajz? című könyvét (Kolozsvár, 1933). Az 1930-as évek elején marxista szemináriumokat tartott. Még a második világháború előtt kivándorolt Kolumbiába.